# Борнейський тигр
Борнейський тигр — це, можливо, вимерла популяція тигрів, яка жила на острові Борнео в доісторичні часи. Живого борнейського тигра остаточно не зафіксовано, але корінні жителі, даяки, вірять у його існування та іноді повідомляють про спостереження.

## Характеристики
Було припущено, що борнейський тигр міг бути досить малим за розміром, подібним до суматранського тигра. За словами місцевих жителів, він більший, ніж борнейський хмарний леопард, і переважно коричневого кольору з ледь помітними смугами.
У Малайзійському Сараваку близько 750 000 фрагментів кісток тварин були розкопані в національному парку Нія між 1954 і 1966 роками. Фрагмент п'ясткової кістки розміром більше 5 см був ідентифікований як такий, що належав молодому тигру. Два фрагменти викопної кістки, викопані в печері Іль на острові Палаван на Філіппінах, були ідентифіковані як тигрові. Один фрагмент — повна базальна фаланга другого пальця лівої рукоятки розміром 46,44 мм; інша — дистальна частина підкінцевої фаланги того ж пальця і мануса розміром 16,04 мм. Ці довжини подібні до живих тигрів з Малайського півострова та Індії.

## Поведінка та екологія
Вважається, що борнейський тигр полював на копитних тварин, таких як борнейська бородата свиня, борнейський жовтий мунтжак і олень самбар. За словами місцевого даяка, тигр не лазив по деревах.

## Археологічні записи
Археологічні розкопки виявили верхнє ікло, човноподібну та п'ясткову кістки, які були ідентифіковані як такі що належать тигру. Тому було припущено, що тигр був присутній на Борнео під час пізнього плейстоцену та раннього голоцену. Фрагмент кістки знайшли також на філіппінському острові Палаван. Археологи вважали малоймовірним, що ці фрагменти продавалися між різними регіонами протягом плейстоцену.
Острови Борнео й Палаван могли бути пов'язані під час передостаннього та попереднього льодовикового періодів. Однак, частини тигра зазвичай використовувалися як амулети в Південній і Південно-Східній Азії, тому цілком можливо, що знайдені на Палавані частини тигра були завезені з інших місць.
Також можливо, що тигр перетнув протоку Балабак у середньому плейстоцені, приблизно 420 000—620 000 років тому, коли відстань між Борнео та Палаваном була меншою, а рівень моря нижчим, ніж сьогодні. Протягом цього періоду відносний рівень моря знизився приблизно до −130 м через розширення крижаних щитів. Наразі немає доказів того, що тигр існував на Палавані понад 12 000 років тому.

## У культурі
Корінні жителі Борнео зберігають пам’ять про тигра живою у своїй культурі, розглядаючи частини його тіла як реліквію; отже, було припущено, що борнейський тигр вижив довше, ніж у доісторичні часи. Мотиви тигрів також можна побачити на традиційних, церемоніальних і сучасних різьбах; крім того, тигрів можна побачити на тканих тканинах, таких як циновки та одяг, як-от Ібан пуа кумбу.
У 1975 році Дучан Герсі заявив, що бачив тигра в Східному Калімантані, Індонезія. Він зробив дві фотографії тварини. На цих фотографіях зображений тигр, але автентичність фотографій була під сумнівом, а його походження залишається неясним. Це могла бути тварина, яка втекла з неволі. У 1995 році місцеві жителі Центрального Калімантану стверджували, що чули тигрячий рев і що вони змогли відрізнити тигрячий рев від звуків інших тварин.

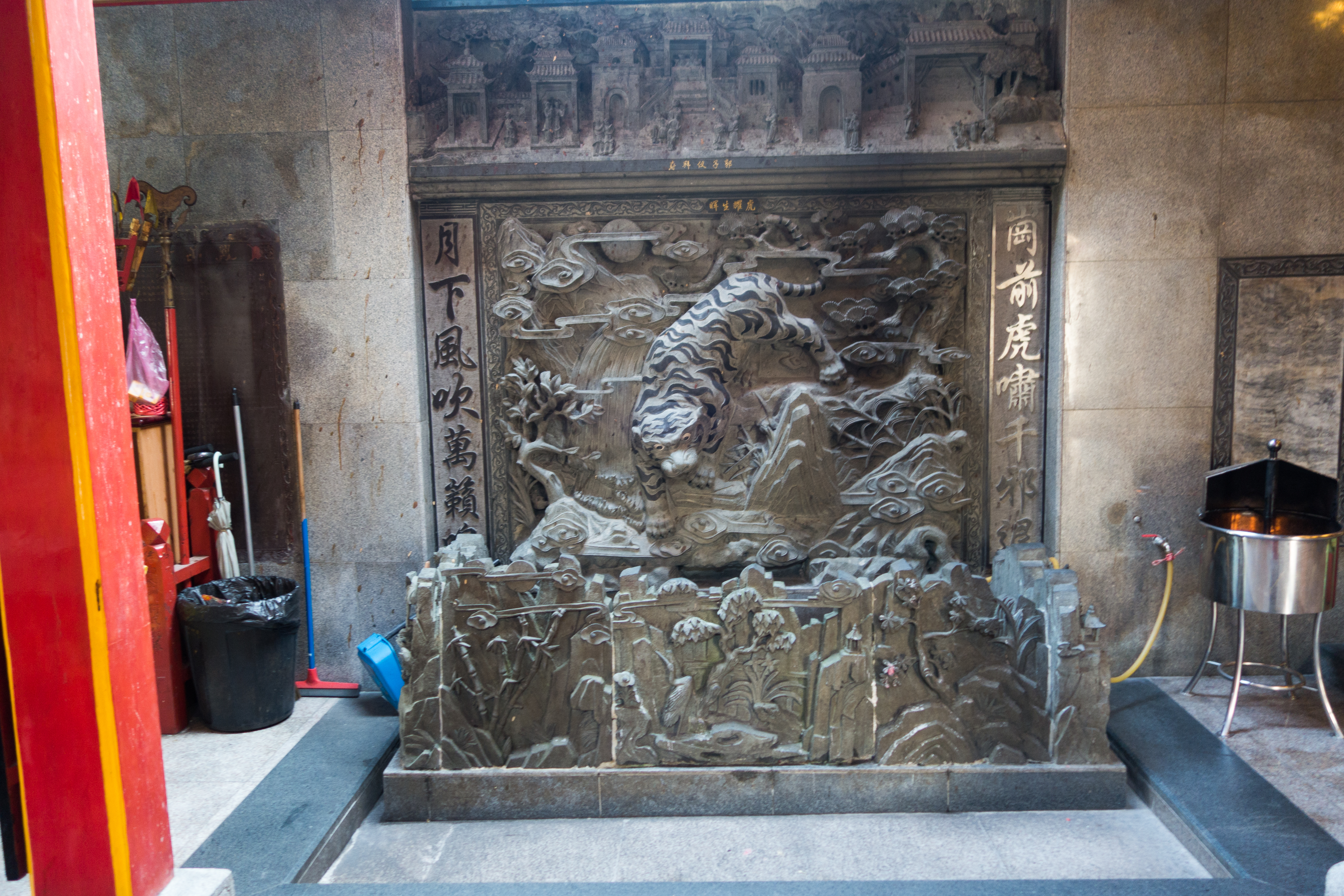
Рельєф на китайському буддійському храмі в Кучінг, Саравак
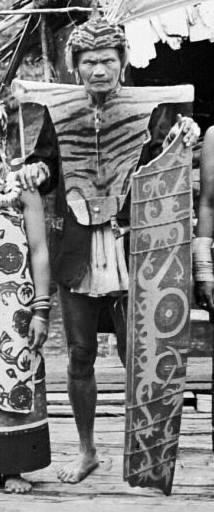
Чоловік-Даяк на Калімантані в традиційному одязі. Зверніть увагу на смуги.